# Aplocera pauper
Aplocera pauper là một loài bướm đêm trong họ Geometridae.